# Slaget vid Parjakanneva

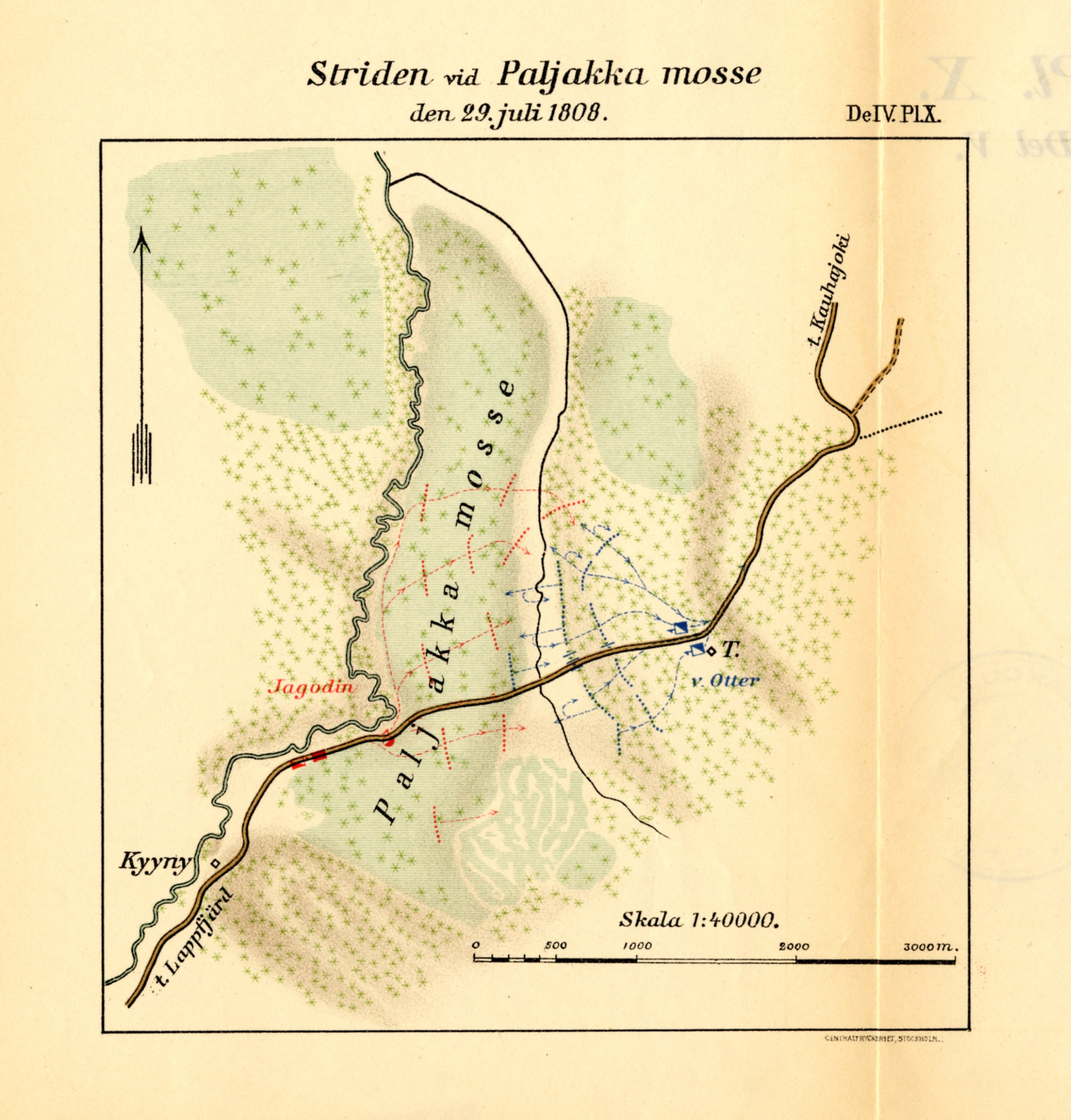
Karta över slaget vid Parjakanneva.

Slaget vid Parjakanneva utkämpades 28–29 juli 1808 i Parjakanneva, en myr utanför Kauhajoki, under det 1808–1809 års krig. Slaget slutade med en rysk seger. I träffningen hade Österbottens infanteriregemente förlorat tre officerare och 46 man i döda, sårade och saknade medan 15 förluster föll på övriga svenska förband. Ryssarna hade lidit en totalförlust på upp mot 129 man.